# Liste der Gastdarsteller von Kreuzfahrt ins Glück
Diese Liste der Gastdarsteller von Kreuzfahrt ins Glück enthält eine nahezu vollständige Aufzählung der Gastdarsteller der deutschen Fernsehreihe Kreuzfahrt ins Glück.
| Schauspieler                | Episode | Schauplatz                      | Jahr      | Rolle                             |
| --------------------------- | ------- | ------------------------------- | --------- | --------------------------------- |
| A                           |         |                                 |           |                                   |
| Dietrich Adam               | 31      | Hochzeitsreise nach Menorca     | 2020      | Peter Spiesen                     |
| Jonathan Kwesi Aikins       | 35      | Hochzeitsreise nach Kreta       | 2022      | Mike                              |
| Sarah Alles                 | 30      | Hochzeitsreise in die Normandie | 2019      | Annalena Kröger                   |
| Riccardo Angelini           | 17      | Hochzeitsreise nach Sizilien    | 2013      | Giuseppe                          |
| Riccardo Angelini           | 19      | Hochzeitsreise nach Barcelona   | 2014      | Carlos Sanchez-Cano               |
| Riccardo Angelini           | 24      | Hochzeitsreise nach Apulien     | 2016      | Mikele                            |
| Bruno F. Apitz              | 36      | Hochzeitsreise nach Liguren     | 2023      | Thorsten                          |
| Michael von Au              | 26      | Hochzeitsreise nach Sardinien   | 2017      | Charly Schröder                   |
| B                           |         |                                 |           |                                   |
| Sabine Bach                 | 13      | Hochzeitsreise nach Sevilla     | 2011      | Katja Köster                      |
| Liz Baffoe                  | 24      | Hochzeitsreise nach Apulien     | 2016      | Denise Russo                      |
| Luise Bähr                  | 01      | Hochzeitsreise nach Burma       | 2007      | Tanja Marin-Claasen               |
| Luise Bähr                  | 13      | Hochzeitsreise nach Sevilla     | 2011      | Nadine                            |
| Mira Bartuschek             | 26      | Hochzeitsreise nach Sardinien   | 2017      | Yvonne Schäfer                    |
| Ralf Bauer                  | 07      | Hochzeitsreise nach Sambia      | 2009      | Stefan Maierhofer                 |
| Muriel Baumeister           | 09      | Hochzeitsreise nach Marrakesch  | 2009      | Nathalie Neubert                  |
| Hans-Jürgen Bäumler         | 05      | Hochzeitsreise nach Chile       | 2008      | Peter Lüders                      |
| Inka Bause                  | 06      | Hochzeitsreise nach Madeira     | 2008      | Inka                              |
| Inka Bause                  | 07      | Hochzeitsreise nach Sambia      | 2009      | Inka                              |
| Inka Bause                  | 08      | Hochzeitsreise nach Florida     | 2009      | Inka                              |
| Julian Bayer                | 32      | Hochzeitsreise an die Ostsee    | 2020      | Sasch Kudrjawzew                  |
| Josephine Becker            | 35      | Hochzeitsreise nach Kreta       | 2022      | Dula                              |
| Jan Niklas Berg             | 31      | Hochzeitsreise nach Menorca     | 2020      | Jochen Müller                     |
| Gunter Berger               | 16      | Hochzeitsreise nach Jersey      | 2012      | Hartwig                           |
| Petra Berndt                | 09      | Hochzeitsreise nach Marrakesch  | 2009      | Claudia Wagner                    |
| Pierre Besson               | 12      | Hochzeitsreise nach Korfu       | 2010      | Julian Dehler                     |
| Monica Bielenstein          | 13      | Hochzeitsreise nach Sevilla     | 2011      | Evita Gerster                     |
| Marius Bistritzky           | 24      | Hochzeitsreise nach Apulien     | 2016      | Paul                              |
| Ben Blaskovic               | 30      | Hochzeitsreise in die Normandie | 2019      | Tobias Kröger                     |
| Ulrike Bliefert             | 28      | Hochzeitsreise ins Piemont      | 2018      | Signora Papini                    |
| Jessica Boehrs              | 11      | Hochzeitsreise nach Las Vegas   | 2010      | Manuela „Manu“ Müller             |
| Jessica Boehrs              | 15–21   | siehe Hauptdarsteller           | 2012–2015 | Andrea Herbst (Hochzeitsplanerin) |
| Simon Böer                  | 13      | Hochzeitsreise nach Sevilla     | 2011      | Florian Köster (Matteo Gerster)   |
| Grit Boettcher              | 22      | Hochzeitsreise nach Barcelona   | 2015      | Friedericke Herbst                |
| Grit Boettcher              | 23      | Hochzeitsreise an die Loire     | 2016      | Friedericke Herbst                |
| Grit Boettcher              | 30      | Hochzeitsreise auf die Kykladen | 2019      | Pastorin Karola                   |
| Grit Boettcher              | 31      | Hochzeitsreise nach Menorca     | 2020      | Pastorin Karola                   |
| Radost Bokel                | 22      | Hochzeitsreise nach Barcelona   | 2015      | Katja Petelin                     |
| Bastian von Bömches         | 29      | Hochzeitsreise auf die Kykladen | 2019      | Casper Wildmoser                  |
| Oliver Bootz                | 02      | Hochzeitsreise nach Neuseeland  | 2007      | Peter Stadtler                    |
| Oliver Bootz                | 09      | Hochzeitsreise nach Marrakesch  | 2009      | Sven Neubert                      |
| Oliver Bootz                | 18      | Hochzeitsreise in die Provence  | 2013      | Jannick Seibt                     |
| Oliver Bootz                | 22      | Hochzeitsreise nach Barcelona   | 2015      | Jens Müller                       |
| Maya Bothe                  | 22      | Hochzeitsreise nach Barcelona   | 2015      | Luise Müller                      |
| Nina Bott                   | 19      | Hochzeitsreise nach Montenegro  | 2015      | Julia Schwarz                     |
| Arne-Carlos Böttcher        | 32      | Hochzeitsreise an die Ostsee    | 2020      | Ole                               |
| Charles Brauer              | 22      | Hochzeitsreise nach Barcelona   | 2015      | Petko                             |
| Maike von Bremen            | 22      | Hochzeitsreise nach Barcelona   | 2015      | Mia Petelin                       |
| Marco Bretscher-Coschignano | 24      | Hochzeitsreise nach Apulien     | 2016      | Kevin Müller                      |
| Pierre Brice                | 09      | Hochzeitsreise nach Marrakesch  | 2009      | Nicolas                           |
| Andreas Brucker             | 04      | Hochzeitsreise nach Hawaii      | 2008      | Christian Krenz                   |
| Ursula Buschhorn            | 03      | Hochzeitsreise nach Arizona     | 2008      | Barbara Severin                   |
| C                           |         |                                 |           |                                   |
| Wayne Carpendale            | 20      | Hochzeitsreise nach Dubai       | 2014      | Marcel                            |
| Louis Christiansen          | 22      | Hochzeitsreise nach Barcelona   | 2015      | Marius Wohlers                    |
| Oliver Clemens              | 01      | Hochzeitsreise nach Burma       | 2007      | Niels Claasen                     |
| Fiona Coors                 | 10      | Hochzeitsreise nach Bermuda     | 2010      | Lisa Siebert                      |
| Hansa Czypionka             | 35      | Hochzeitsreise nach Kreta       | 2022      | Odysseus                          |
| D                           |         |                                 |           |                                   |
| Julia Dahmen                | 03      | Hochzeitsreise nach Arizona     | 2008      | Evelyn Steinmann                  |
| Sophie Dal                  | 07      | Hochzeitsreise nach Sambia      | 2009      | Anne Maierhofer                   |
| Hilde Dalik                 | 27      | Hochzeitsreise nach Norwegen    | 2018      | Stefanie von Erlen                |
| Luise Deschauer             | 06      | Hochzeitsreise nach Madeira     | 2008      | Lady Brighton                     |
| Gaby Dohm                   | 16      | Hochzeitsreise nach Jersey      | 2012      | Hanna                             |
| Anna Döing                  | 32      | Hochzeitsreise an die Ostsee    | 2020      | Christine Harms                   |
| Patrick Dollmann            | 36      | Hochzeitsreise nach Liguren     | 2023      | Julia                             |
| Hendrik Duryn               | 09      | Hochzeitsreise nach Marrakesch  | 2009      | Thomas Wagner                     |
| Rebecca Dyson-Smith         | 36      | Hochzeitsreise nach Liguren     | 2023      | Sophie                            |
| E                           |         |                                 |           |                                   |
| Ole Eisfeld                 | 23      | Hochzeitsreise an die Loire     | 2016      | Patrick Söllner                   |
| Julie Engelbrecht           | 35      | Hochzeitsreise nach Kreta       | 2022      | Caroline Amedis                   |
| Marek Erhardt               | 02      | Hochzeitsreise nach Neuseeland  | 2007      | Benjamin Marks                    |
| Felix Everding              | 35      | Hochzeitsreise nach Kreta       | 2022      | Alexis Panagolis                  |
| Bruno Eyron                 | 08      | Hochzeitsreise nach Florida     | 2009      | Prof. Robert Grunert              |
| F                           |         |                                 |           |                                   |
| Valentin von Falkenhayn     | 32      | Hochzeitsreise an die Ostsee    | 2020      | Tristan                           |
| Max Felder                  | 28      | Hochzeitsreise ins Piemont      | 2018      | Carsten Meinke                    |
| Uwe Fellensiek              | 34      | Hochzeitsreise in die Toskana   | 2021      | „Lou“ König                       |
| Peter Fieseler              | 27      | Hochzeitsreise nach Norwegen    | 2018      | Harald Dahl                       |
| Yasmina Filali              | 34      | Hochzeitsreise in die Toskana   | 2021      | Manuela Müller                    |
| Florian Fitz                | 06      | Hochzeitsreise nach Madeira     | 2008      | Sven Lippmann                     |
| Florian Fitz                | 21      | Hochzeitsreise in die Türkei    | 2015      | Dirk Stauber                      |
| Catherine Flemming          | 05      | Hochzeitsreise nach Chile       | 2008      | Anja Prado                        |
| Janina Flieger              | 17      | Hochzeitsreise nach Sizilien    | 2013      | Gina                              |
| Albert Fortell              | 18      | Hochzeitsreise in die Provence  | 2013      | Thomas Richter                    |
| Christoph von Friedl        | 06      | Hochzeitsreise nach Madeira     | 2008      | Lukas Teichmüller                 |
| Daniel Friedrich            | 29      | Hochzeitsreise auf die Kykladen | 2019      | Günther Cramer                    |
| John Friedmann              | 10      | Hochzeitsreise nach Bermuda     | 2010      | Florian Reuter                    |
| G                           |         |                                 |           |                                   |
| Kerstin Gähte               | 05      | Hochzeitsreise nach Chile       | 2008      | Kathrin Bergmann                  |
| Gunther Gillian             | 33      | Hochzeitsreise nach Tirol       | 2021      | Matthias Gruber                   |
| Harald Glöckle              | 06      | Hochzeitsreise nach Madeira     | 2008      | Tierarzt                          |
| Nina Gnädig                 | 15      | Hochzeitsreise nach Australien  | 2012      | Tanja Ellwanger                   |
| Hugo Grimm                  | 23      | Hochzeitsreise an die Loire     | 2016      | Daniel Wagner                     |
| H                           |         |                                 |           |                                   |
| Eva Habermann               | 02      | Hochzeitsreise nach Neuseeland  | 2007      | Andrea Clemens                    |
| Simone Hanselmann           | 29      | Hochzeitsreise auf die Kykladen | 2019      | Natalie Cramer                    |
| Jan Hartmann                | 13      | Hochzeitsreise nach Sevilla     | 2011      | Patrick                           |
| Jan Hartmann                | 17      | Hochzeitsreise nach Sizilien    | 2013      | Moritz                            |
| Jan Hartmann                | 21      | Hochzeitsreise in die Türkei    | 2015      | Markus Müller                     |
| Jan Hartmann                | 26–     | siehe Hauptdarsteller           | 2017–     | Tom Cramer (Hochzeitsplaner)      |
| Anna Hausburg               | 23      | Hochzeitsreise an die Loire     | 2016      | Julia Brandtner                   |
| Christin Heim               | 18      | Hochzeitsreise in die Provence  | 2013      | Julia Seibt                       |
| Jette Hering                | 05      | Hochzeitsreise nach Chile       | 2008      | Sophie Schirmer                   |
| Ole Hermann                 | 27      | Hochzeitsreise nach Norwegen    | 2018      | Ole                               |
| Mathias Herrmann            | 06      | Hochzeitsreise nach Madeira     | 2008      | Thorsten Schweigert               |
| Katrin Anne Heß             | 33      | Hochzeitsreise nach Tirol       | 2021      | Anke Breuer                       |
| Marco Hofschneider          | 33      | Hochzeitsreise nach Tirol       | 2021      | Erik Bode                         |
| René Hofschneider           | 07      | Hochzeitsreise nach Sambia      | 2009      | Ranger Bob                        |
| Lola Höller                 | 33      | Hochzeitsreise nach Tirol       | 2021      | Jette Herwig                      |
| Dietrich Hollinderbäumer    | 12      | Hochzeitsreise nach Korfu       | 2010      | Peter May                         |
| Roy Horn                    | 11      | Hochzeitsreise nach Las Vegas   | 2010      | Roy                               |
| Jochen Horst                | 34      | Hochzeitsreise in die Toskana   | 2021      | Jürgen Kretschmer                 |
| Timo Hübsch                 | 10      | Hochzeitsreise nach Bermuda     | 2010      | Max Siebert                       |
| Lilay Huser                 | 35      | Hochzeitsreise nach Kreta       | 2022      | Maria                             |
| I / J                       |         |                                 |           |                                   |
| Rebecca Immanuel            | 22      | Hochzeitsreise nach Barcelona   | 2015      | Marie Wohlers                     |
| Timur Işık                  | 21      | Hochzeitsreise in die Türkei    | 2015      | Mesut Günes                       |
| Ty Izquierdo                | 11      | Hochzeitsreise nach Las Vegas   | 2010      | Elvis Impersonator                |
| Katerina Jacob              | 26      | Hochzeitsreise nach Sardinien   | 2017      | Suse Bremer                       |
| Rüdiger Joswig              | 21      | Hochzeitsreise in die Türkei    | 2015      | Ralf Hartmann                     |
| K                           |         |                                 |           |                                   |
| Elisabeth Kanettis          | 34      | Hochzeitsreise in die Toskana   | 2021      | Moni Müller                       |
| Lisa Karlström              | 27      | Hochzeitsreise nach Norwegen    | 2018      | Agata                             |
| Vassily Kazakos             | 29      | Hochzeitsreise auf die Kykladen | 2019      | Nikos                             |
| Stephanie Kellner           | 12      | Hochzeitsreise nach Korfu       | 2010      | Sonja Sonnenberg                  |
| Kristian Kiehling           | 14      | Hochzeitsreise nach Kroatien    | 2011      | Tobias                            |
| Jens Kipper                 | 34      | Hochzeitsreise in die Toskana   | 2021      | Enrico Schuster                   |
| Sonja Kirchberger           | 26      | Hochzeitsreise nach Sardinien   | 2017      | Nadi Thaler                       |
| Teresa Klamert              | 24      | Hochzeitsreise nach Apulien     | 2016      | Luise „Lulu“ Müller               |
| Teresa Klamert              | 30      | Hochzeitsreise in die Normandie | 2019      | Charlotte Lenz                    |
| Johanna Klante              | 14      | Hochzeitsreise nach Kroatien    | 2011      | Milena                            |
| Gerrit Klein                | 31      | Hochzeitsreise nach Menorca     | 2020      | Mark Spiesen                      |
| Leon Klein                  | 36      | Hochzeitsreise nach Liguren     | 2023      | Francesco jun. „Pippo“            |
| Gerit Kling                 | 04      | Hochzeitsreise nach Hawaii      | 2008      | Katja Grabowski                   |
| Christian Kohlund           | 19      | Hochzeitsreise nach Barcelona   | 2014      | Jordi Sanchez-Garcia              |
| Nicolas König               | 07      | Hochzeitsreise nach Sambia      | 2009      | Bertram                           |
| Diana Körner                | 30      | Hochzeitsreise in die Normandie | 2019      | Wally Burgmeister                 |
| Lara Joy Körner             | 11      | Hochzeitsreise nach Las Vegas   | 2010      | Bettina „Tina“ Kober              |
| Lara Joy Körner             | 16      | Hochzeitsreise nach Jersey      | 2012      | Niki                              |
| Nursel Köse                 | 21      | Hochzeitsreise in die Türkei    | 2015      | Leyla Günes                       |
| Marion Kracht               | 34      | Hochzeitsreise in die Toskana   | 2021      | Gaby Wuschansky                   |
| Volkert Kraeft              | 16      | Hochzeitsreise nach Jersey      | 2012      | Arzt                              |
| Felix Kreutzer              | 37      | Hochzeitsreise nach Korsika     | 2024      | Tino Möller                       |
| Marie Theres Kroetz-Relin   | 18      | Hochzeitsreise in die Provence  | 2013      | Eva Kahn                          |
| Alexander Kumptner          | 33      | Hochzeitsreise nach Tirol       | 2021      | Koch Alexander                    |
| L                           |         |                                 |           |                                   |
| Nicola-Rabea Langrzik       | 37      | Hochzeitsreise nach Korsika     | 2024      | Ina Rossi                         |
| Jonas Laux                  | 25      | Hochzeitsreise nach Lissabon    | 2017      | Philip Hörmann                    |
| Andrea L’Arronge            | 13      | Hochzeitsreise nach Sevilla     | 2011      | Ramona Schmitt                    |
| Daniele Legler              | 17      | Hochzeitsreise nach Sizilien    | 2013      | Vitorio                           |
| Kai Lentrodt                | 04      | Hochzeitsreise nach Hawaii      | 2008      | Julius Grabowski                  |
| Tobias Licht                | 19      | Hochzeitsreise nach Barcelona   | 2014      | Kai Schwarz                       |
| Roy Peter Link              | 18      | Hochzeitsreise in die Provence  | 2013      | Lennart Albers                    |
| Karolina Lodyga             | 31      | Hochzeitsreise nach Menorca     | 2020      | Iga Novak                         |
| Manou Lubowski              | 22      | Hochzeitsreise nach Barcelona   | 2015      | Magnus Wohlers                    |
| Manou Lubowski              | 30      | Hochzeitsreise in die Normandie | 2019      | Alexandre Wenger                  |
| Andrea Lüdke                | 04      | Hochzeitsreise nach Hawaii      | 2008      | Nicole Böhringer                  |
| Helmfried von Lüttichau     | 37      | Hochzeitsreise nach Korsika     | 2024      | Louis                             |
| M                           |         |                                 |           |                                   |
| Bruno Maccallini            | 17      | Hochzeitsreise nach Sizilien    | 2013      | Bruno                             |
| Markus Majowski             | 36      | Hochzeitsreise nach Liguren     | 2023      | Schiffskoch Sebastian             |
| William Mang                | 26      | Hochzeitsreise nach Sardinien   | 2017      | HD Kleber                         |
| Nike Martens                | 19      | Hochzeitsreise nach Barcelona   | 2014      | Cora Sterzinger                   |
| Krystian Martinek           | 35      | Hochzeitsreise nach Kreta       | 2022      | Achim Vormann                     |
| Sven Martinek               | 22      | Hochzeitsreise nach Barcelona   | 2015      | Bernd Zelke                       |
| Dietrich Mattausch          | 07      | Hochzeitsreise nach Sambia      | 2009      | Frank Schaper                     |
| Dietrich Mattausch          | 20      | Hochzeitsreise nach Dubai       | 2014      | Peter Körner                      |
| Michaela May                | 35      | Hochzeitsreise nach Kreta       | 2022      | Martina Amedis                    |
| Nathan McMahan              | 08      | Hochzeitsreise nach Florida     | 2009      | Park Ranger                       |
| Lena Meckel                 | 28      | Hochzeitsreise ins Piemont      | 2018      | Smilla Jensen                     |
| Claudia Mehnert             | 21      | Hochzeitsreise in die Türkei    | 2015      | Simone Burkhardt                  |
| Susanne Michel              | 02      | Hochzeitsreise nach Neuseeland  | 2007      | Julia Marks                       |
| Susanne Michel              | 14      | Hochzeitsreise nach Kroatien    | 2011      | Monika Fischer                    |
| Tom Mikulla                 | 28      | Hochzeitsreise ins Piemont      | 2018      | Oliver Schäfer                    |
| Ursela Monn                 | 12      | Hochzeitsreise nach Korfu       | 2010      | Regina May                        |
| Faye Montana                | 23      | Hochzeitsreise an die Loire     | 2016      | Fanny Busch                       |
| Daniel Morgenroth           | 02      | Hochzeitsreise nach Neuseeland  | 2007      | Stefan Clemens                    |
| Daniel Morgenroth           | 14      | Hochzeitsreise nach Kroatien    | 2011      | Thomas Rohde                      |
| Daniel Morgenroth           | 23      | Hochzeitsreise an die Loire     | 2016      | Alexander Busch                   |
| Daniel Morgenroth           | 32–     | siehe Aktuelle Nebendarsteller  | 2020–     | Martin Grimm (Staff-Kapitän)      |
| N / O                       |         |                                 |           |                                   |
| Philipp Neisskenwirth       | 05      | Hochzeitsreise nach Chile       | 2008      | Pablo                             |
| Miroslav Nemec              | 15      | Hochzeitsreise nach Australien  | 2012      | Valentin Müller                   |
| Judith Neumann              | 29      | Hochzeitsreise auf die Kykladen | 2019      | Nina Wildmoser                    |
| Florian Odendahl            | 08      | Hochzeitsreise nach Florida     | 2009      | Shawn Ryan                        |
| Laura Osswald               | 15      | Hochzeitsreise nach Australien  | 2012      | Corinna Berger                    |
| P                           |         |                                 |           |                                   |
| Timothy Peach               | 11      | Hochzeitsreise nach Las Vegas   | 2010      | Marcus Müller                     |
| Filip Peeters               | 18      | Hochzeitsreise in die Provence  | 2013      | Jean Morin                        |
| Filip Peeters               | 37      | Hochzeitsreise nach Korsika     | 2024      | Jean Rossi                        |
| Judith Peres                | 32      | Hochzeitsreise an die Ostsee    | 2020      | Janine Perlinger                  |
| Helena Pieske               | 29      | Hochzeitsreise auf die Kykladen | 2019      | Maja Cramer                       |
| Amelie Plaas-Link           | 31      | Hochzeitsreise nach Menorca     | 2020      | Catalina Spiesen                  |
| Walter Plathe               | 01      | Hochzeitsreise nach Burma       | 2007      | Peter Martin                      |
| Dirk Plönissen              | 18      | Hochzeitsreise in die Provence  | 2013      | Luc                               |
| Anton Poels                 | 14      | Hochzeitsreise nach Kroatien    | 2011      | Max Rohde                         |
| Silke Popp                  | 10      | Hochzeitsreise nach Bermuda     | 2010      | Tessa Reuter                      |
| Laura Preiss                | 25      | Hochzeitsreise nach Lissabon    | 2017      | Sophie Fink                       |
| Daniela Preuß               | 33      | Hochzeitsreise nach Tirol       | 2021      | Vanessa Richter                   |
| Anna Puck                   | 28      | Hochzeitsreise ins Piemont      | 2018      | Sofia Cavalcanti                  |
| R                           |         |                                 |           |                                   |
| Christina Rainer            | 05      | Hochzeitsreise nach Chile       | 2008      | Claudia Schirmer                  |
| Jawad Rajpoot               | 35      | Hochzeitsreise nach Kreta       | 2022      | Orkan                             |
| Dunja Rajter                | 14      | Hochzeitsreise nach Kroatien    | 2011      | Dunka Batic                       |
| Michael Rast                | 03      | Hochzeitsreise nach Arizona     | 2008      | Hoteldirektor Thomas Ludwig       |
| Stefan Reck                 | 04      | Hochzeitsreise nach Hawaii      | 2008      | Robert Schaller                   |
| Raúl Richter                | 28      | Hochzeitsreise ins Piemont      | 2018      | Nils Ebert                        |
| Thure Riefenstein           | 02      | Hochzeitsreise nach Neuseeland  | 2007      | Patrick Marks                     |
| Thure Riefenstein           | 20      | Hochzeitsreise nach Dubai       | 2014      | Dirk Körner                       |
| Claudia Rieschel            | 17      | Hochzeitsreise nach Sizilien    | 2013      | Petra                             |
| Daniele Rizzo               | 36      | Hochzeitsreise nach Liguren     | 2023      | Simon                             |
| Elisabeth Romano            | 32      | Hochzeitsreise an die Ostsee    | 2020      | Claudia Erding                    |
| Tamara Romera Ginés         | 35      | Hochzeitsreise nach Kreta       | 2022      | Christina                         |
| Marie Rönnebeck             | 20      | Hochzeitsreise nach Dubai       | 2014      | Heidi                             |
| Marie Rönnebeck             | 21      | Hochzeitsreise in die Türkei    | 2015      | Heidi                             |
| Marie Rönnebeck             | 24      | Hochzeitsreise nach Apulien     | 2016      | Tabea                             |
| Tamara Röske                | 32      | Hochzeitsreise an die Ostsee    | 2020      | Selina                            |
| Roman Rossa                 | 28      | Hochzeitsreise ins Piemont      | 2018      | Lino Capelli                      |
| Angela Roy                  | 24      | Hochzeitsreise nach Apulien     | 2016      | Gloria Sennack                    |
| Angela Roy                  | 31      | Hochzeitsreise nach Menorca     | 2020      | Elke Kämpfert                     |
| Tina Ruland                 | 28      | Hochzeitsreise ins Piemont      | 2018      | Sabine Jensen                     |
| Christian Ruspini           | 37      | Hochzeitsreise nach Korsika     | 2024      | Padre                             |
| S                           |         |                                 |           |                                   |
| Varol Sahin                 | 34      | Hochzeitsreise in die Toskana   | 2021      | Alex Busch                        |
| Peter Sattmann              | 09      | Hochzeitsreise nach Marrakesch  | 2009      | Holger Neubert                    |
| Peter Sattmann              | 17      | Hochzeitsreise nach Sizilien    | 2013      | Klaus                             |
| Birge Schade                | 20      | Hochzeitsreise nach Dubai       | 2014      | Anna Körner                       |
| Thomas Scharff              | 16      | Hochzeitsreise nach Jersey      | 2012      | Till                              |
| Kai Scheve                  | 05      | Hochzeitsreise nach Chile       | 2008      | Oliver Schirmer                   |
| Theresa Scholze             | 06      | Hochzeitsreise nach Madeira     | 2008      | Karen Schweigert                  |
| Reiner Schöne               | 31      | Hochzeitsreise nach Menorca     | 2020      | Karl Kämpfert                     |
| Christine Schorn            | 27      | Hochzeitsreise nach Norwegen    | 2018      | Marlene Reiter                    |
| Günther Schramm             | 01      | Hochzeitsreise nach Burma       | 2007      | Paul Bühler                       |
| Paula Schramm               | 25      | Hochzeitsreise nach Lissabon    | 2017      | Ina Hörmann                       |
| Doris Schretzmayer          | 28      | Hochzeitsreise ins Piemont      | 2018      | Carla Cavalcanti                  |
| Renate Schroeter            | 01      | Hochzeitsreise nach Burma       | 2007      | Sonja Rainders                    |
| Jochen Schropp              | 08      | Hochzeitsreise nach Florida     | 2009      | Dennis Hoffmann                   |
| Jochen Schropp              | 20      | Hochzeitsreise nach Dubai       | 2014      | Michael Brennecke                 |
| Barbara Schroth             | 08      | Hochzeitsreise nach Florida     | 2009      | Gastmutter                        |
| Annika Schrumpf             | 30      | Hochzeitsreise in die Normandie | 2019      | Franziska Lenz                    |
| Alfons Schuhbeck            | 26      | Hochzeitsreise nach Sardinien   | 2017      | Alfons Schuhbeck                  |
| Kai Schumann                | 15      | Hochzeitsreise nach Australien  | 2012      | Lukas Berger                      |
| Sophie Schütt               | 06      | Hochzeitsreise nach Madeira     | 2008      | Cordula Lippmann                  |
| Charlotte Schwab            | 11      | Hochzeitsreise nach Las Vegas   | 2010      | Hannelore Kober                   |
| Ellen Schwiers              | 03      | Hochzeitsreise nach Arizona     | 2008      | Charlotte                         |
| Robert Seeliger             | 16      | Hochzeitsreise nach Jersey      | 2012      | Sascha                            |
| Yeliz Simsek                | 35      | Hochzeitsreise nach Kreta       | 2022      | Fotini Panagolis                  |
| François Smesny             | 36      | Hochzeitsreise nach Liguren     | 2023      | Francesco sen.                    |
| Philipp Sonntag             | 27      | Hochzeitsreise nach Norwegen    | 2018      | Joachim Reiter                    |
| Jan Sosniok                 | 12      | Hochzeitsreise nach Korfu       | 2010      | Michael Kemmler                   |
| Katharina Stark             | 26      | Hochzeitsreise nach Sardinien   | 2017      | Annika Klampenborg                |
| Fanny Stavjanik             | 29      | Hochzeitsreise auf die Kykladen | 2019      | Sandra Wildmoser                  |
| Alexander Sternberg         | 11      | Hochzeitsreise nach Las Vegas   | 2010      | Oliver Börner                     |
| Heio von Stetten            | 24      | Hochzeitsreise nach Apulien     | 2016      | Patrick Sennack                   |
| Heio von Stetten            | 32      | Hochzeitsreise an die Ostsee    | 2020      | Marc Erding                       |
| Sebastian Ströbel           | 27      | Hochzeitsreise nach Norwegen    | 2018      | Lukas Kremp                       |
| Katja Studt                 | 16      | Hochzeitsreise nach Jersey      | 2012      | Katharina                         |
| Pia Stutzenstein            | 34      | Hochzeitsreise in die Toskana   | 2021      | Anne Busch                        |
| Aglaia Szyszkowitz          | 37      | Hochzeitsreise nach Korsika     | 2024      | Sabine Rossi                      |
| T                           |         |                                 |           |                                   |
| Wladimir Tarasjanz          | 12      | Hochzeitsreise nach Korfu       | 2010      | Jannis Tannidis                   |
| Marzia Tedeschi             | 36      | Hochzeitsreise nach Liguren     | 2023      | Laura                             |
| Nicki von Tempelhoff        | 03      | Hochzeitsreise nach Arizona     | 2008      | Jan Severin                       |
| Herbert Tennigkeit          | 06      | Hochzeitsreise nach Madeira     | 2008      | Notar Almera                      |
| Andreas Thiele              | 33      | Hochzeitsreise nach Tirol       | 2021      | Konrad Breuer                     |
| Carin C. Tietze             | 09      | Hochzeitsreise nach Marrakesch  | 2009      | Jana Herzler                      |
| Sarah Tkotsch               | 31      | Hochzeitsreise nach Menorca     | 2020      | Rita Müller                       |
| Timmi Trinks                | 26      | Hochzeitsreise nach Sardinien   | 2017      | Julian Maier                      |
| U / V                       |         |                                 |           |                                   |
| Susanne Uhlen               | 15      | Hochzeitsreise nach Australien  | 2012      | Julia König                       |
| Sarah Ulrich                | 21      | Hochzeitsreise in die Türkei    | 2015      | Julia Hartmann-Müller             |
| Saskia Valencia             | 29      | Hochzeitsreise auf die Kykladen | 2019      | Marion Meier                      |
| Isabel Varell               | 36      | Hochzeitsreise nach Liguren     | 2023      | Carlotta                          |
| Saskia Vester               | 19      | Hochzeitsreise nach Barcelona   | 2014      | Marieluise Sterzinger             |
| Rüdiger Vogler              | 07      | Hochzeitsreise nach Sambia      | 2009      | Rolf                              |
| Raphaël Vogt                | 26      | Hochzeitsreise nach Sardinien   | 2017      | Paul Schäfer                      |
| W                           |         |                                 |           |                                   |
| Diego Wallraff              | 10      | Hochzeitsreise nach Bermuda     | 2010      | Mr. Henderson                     |
| Franziska Walser            | 07      | Hochzeitsreise nach Sambia      | 2009      | Dagmar Schaper                    |
| Nadine Warmuth              | 13      | Hochzeitsreise nach Sevilla     | 2011      | Sarah Köster                      |
| Tanja Wedhorn               | 23      | Hochzeitsreise an die Loire     | 2016      | Katharina Busch                   |
| Gila von Weitershausen      | 01      | Hochzeitsreise nach Burma       | 2007      | Katharina Claasen                 |
| Gila von Weitershausen      | 33      | Hochzeitsreise nach Tirol       | 2021      | Kerstin Cramer                    |
| Gila von Weitershausen      | 35      | Hochzeitsreise nach Kreta       | 2022      | Kerstin Cramer                    |
| Mia-Sophie Wellenbrink      | 03      | Hochzeitsreise nach Arizona     | 2008      | Claire                            |
| Patrick Wolff               | 22      | Hochzeitsreise nach Barcelona   | 2015      | Karlo Petelin                     |
| Birthe Wolter               | 08      | Hochzeitsreise nach Florida     | 2009      | Bianca Hoffmann                   |
| Birthe Wolter               | 20      | Hochzeitsreise nach Dubai       | 2014      | Larissa Brennecke                 |
| Katja Woywood               | 04      | Hochzeitsreise nach Hawaii      | 2008      | Sybille Krenz                     |
| Katja Woywood               | 12      | Hochzeitsreise nach Korfu       | 2010      | Evelyn Berger                     |
| Vivien Wulf                 | 14      | Hochzeitsreise nach Kroatien    | 2011      | Annabelle                         |
| Vivien Wulf                 | 18      | Hochzeitsreise in die Provence  | 2013      | Ulrike Morin                      |
| Vivien Wulf                 | 25      | Hochzeitsreise nach Lissabon    | 2017      | Anne Mahler                       |
| Christian Wunderlich        | 25      | Hochzeitsreise nach Lissabon    | 2017      | Florian Mahler                    |
| Alexander Wussow            | 03      | Hochzeitsreise nach Arizona     | 2008      | Gerd Steinmann                    |
| Barbara Wussow              | 18      | Hochzeitsreise in die Provence  | 2013      | Ulrike Morin                      |
| Barbara Wussow              | 28–     | siehe Aktuelle Nebendarsteller  | 2018–     | Hanna Liebhold (Hoteldirektorin)  |
| Z                           |         |                                 |           |                                   |
| Gisa Zach                   | 08      | Hochzeitsreise nach Florida     | 2009      | Anne Grunert                      |
| Luca Zamperoni              | 33      | Hochzeitsreise nach Tirol       | 2021      | Arno Herwig                       |
| Moritz von Zeddelmann       | 30      | Hochzeitsreise in die Normandie | 2019      | Kai Burgmeister                   |
| Daniela Ziegler             | 25      | Hochzeitsreise nach Lissabon    | 2017      | Margit Mahler                     |
| Helmut Zierl                | 31      | Hochzeitsreise nach Menorca     | 2020      | Hans Novak                        |
| Petra Zieser                | 31      | Hochzeitsreise nach Menorca     | 2020      | Sanne Spiesen                     |
| Michael Zittel              | 19      | Hochzeitsreise nach Barcelona   | 2015      | Galerist                          |
| Marcel Zuschlag             | 32      | Hochzeitsreise an die Ostsee    | 2020      | Jan Harms                         |